# Avigdor Liberman
Pour les articles homonymes, voir Liberman.
Avigdor Liberman (en hébreu : אביגדור ליברמן; nom et prénom de naissance, en russe : Эвик Львович Либерман, Evik Lvovitch Liberman), né le 5 juin 1958 à Kichinev (RSSM, URSS), est un homme politique israélien.
Originaire de Moldavie, Avigdor Liberman immigre en Israël à l'âge de 20 ans, en 1978, puis réside depuis les années 1990 dans la colonie de Nokdim, en Cisjordanie.
Après avoir été membre du Likoud, il crée et dirige le parti d’extrême droite Israel Beytenou, dont il est la tête de liste aux des élections législatives de 2006, de 2009 et de 2015.
À partir de 2001, dans les gouvernements d’Ariel Sharon, d’Ehud Olmert et de Benyamin Netanyahou, il est plusieurs fois ministre (Infrastructures, Transports, vice-Premier ministre et Affaires stratégiques, Affaires étrangères, Défense). Sa rupture avec Netanyahou met celui-ci en difficulté et permet la formation du gouvernement Bennett, dans lequel Avigdor Liberman devient ministre des Finances.
Personnalité ultranationaliste, il est controversé en raison de ses positions anti-arabes et belliqueuses,,,.

## Biographie

### Situation personnelle
Avigdor Liberman naît sous le nom d'Evik (ou Evit) Lvovitch Liberman à Kichinev, dans une famille juive russophone de Moldavie soviétique ; il s'appelle Evik en l'honneur d'Eva, une de ses grand-mères.
Sa mère est Esther Markovna et son père Lev Yankelevitch Liberman. Comme Juif de Bessarabie, Lev Liberman est, jusqu'en 1940, citoyen roumain et membre de l'organisation sioniste de jeunesse Betar. Envoyé au front dans les rangs de l'Armée rouge pendant la Seconde Guerre mondiale, il est fait prisonnier par les Allemands. On ignore comment Lev survécut à sa captivité, mais cela lui vaut d'être déporté par le NKVD en Sibérie pour s'être laissé capturer par l'ennemi (ce qui, à l'époque stalinienne, est considéré comme une « trahison »). À son retour de déportation, Lev se marie et devient le père d'Evit.
En Moldavie soviétique, le jeune Evit étudie à l'Institut agronomique de Kichinev et travaille pour une courte période à Bakou (Azerbaïdjan), avant de partir pour Israël en 1978. Après avoir fait son service militaire comme caporal de Tsahal, il est diplômé d'un baccalauréat universitaire en arts, en relations internationales et en sciences politiques à l'université hébraïque de Jérusalem. Au cours de ces études, il se bat deux fois avec les membres d’un groupe d’étudiants arabes. Durant ses premières années en Israël, il exerce plusieurs métiers, notamment à l'aéroport Ben Gourion et comme videur dans une boîte de nuit.
Marié, père de trois enfants et habitant la petite colonie de peuplement de Nokdim, en Cisjordanie, Avigdor Liberman parle l'hébreu, le yiddish, le russe, le roumain et l'anglais.
À partir de 1999, il est rédacteur en chef d'une revue intitulée Yoman Yisraeli.

### Parcours politique

#### Départ du Likoud
Il occupe un poste à la direction du Likoud de 1993 à 1996, puis la fonction de directeur de cabinet du Premier ministre Benyamin Netanyahou de 1996 à 1997, rompant avec lui cette année là, jugeant sa politique trop conciliante vis-à-vis des Palestiniens.
Dans les années 1990, il se fait le porte-parole des juifs russophones arrivés en Israël. Il devient ainsi une personnalité éminente pour les Israéliens d'origine russe.
En 1999, il fonde le parti russophone Israel Beytenou et est élu député à la Knesset. Il reproche au Premier ministre travailliste Ehud Barak de négliger diplomatiquement la Russie, dont il espère influencer la politique étrangère en la soutenant « dans sa lutte contre le terrorisme islamiste en Tchétchénie », sans succès toutefois.

#### Gouvernements Sharon

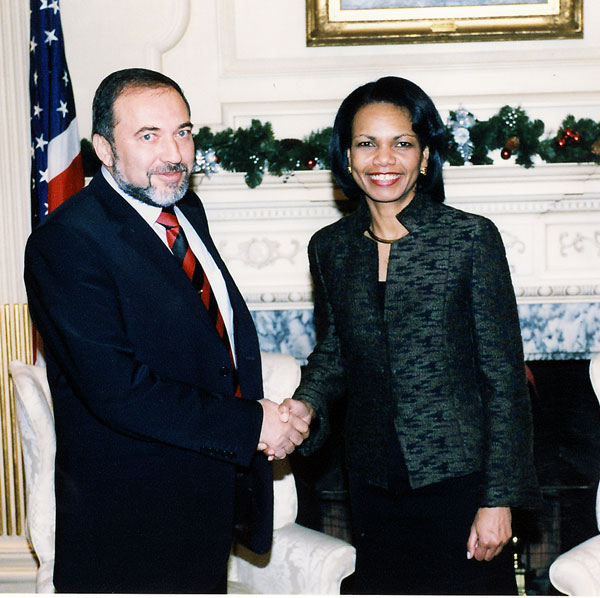
Avigdor Liberman et Condoleezza Rice en 2006.

En mars 2001, il fait entrer son parti dans la coalition gouvernementale menée par le Likoud d'Ariel Sharon : il est nommé ministre des Infrastructures nationales. Il en démissionne en mars 2002. Lors de la seconde Intifada, en 2002, il appelle au bombardement des stations d'essence, banques et centres commerciaux palestiniens. En février 2003, il devient ministre des Transports. Il déclare peu après à propos des prisonniers palestiniens détenus dans les prisons israéliennes : « Je propose de les transporter en autocars jusqu'à la mer Morte pour les noyer ».
Il s'oppose au plan de désengagement des territoires occupés et propose, en mai 2004, un plan alternatif prévoyant une séparation entre Juifs et Arabes pour créer deux États ethniquement homogènes. Il soutient la solution à deux États avec échange de territoires (certaines villes israéliennes à majorité arabe seraient données à l’État palestinien alors que certaines implantations juives seraient données à Israël). Peter Beinart écrit, dans son essai critique de l'establishment juif américain : « Il n’y a pas besoin d’être paranoïaque pour voir le lien entre l’idéologie actuelle d’A. Liberman et ses anciennes positions. Plus vous dépouillez les Arabes israéliens de protection légale, plus vous les accusez de trahison, plus une politique d’expulsion devient alors justifiable ». Ce point de vue est condamné par Ariel Sharon et les adversaires d'Avigdor Liberman lui reprochent d'être populiste et démagogue. Le 4 juin 2004, alors que la tension monte autour du plan de désengagement de la bande de Gaza, Ariel Sharon limoge Liberman du gouvernement.

#### Gouvernement Olmert
Aux élections législatives de 2006, son parti profite de l'effondrement du Likoud de Benyamin Netanyahou et remporte 11 sièges à la Knesset. En avril 2006, Avigdor Liberman s'exprime en faveur d'une action israélienne contre l'Iran, dont le programme nucléaire et les discours de son président, Mahmoud Ahmadinejad, sont considérés comme des menaces pour l'existence de l'État d'Israël.
Le 23 octobre 2006, son parti signe un accord avec Kadima et entre dans la coalition au pouvoir. Avigdor Liberman est nommé ministre des Affaires stratégiques, avec rang de sixième vice-Premier ministre dans le gouvernement Olmert. Le 16 janvier 2008, Avigdor Liberman quitte le gouvernement afin de s'opposer aux négociations de paix avec les Palestiniens, lancées le 27 novembre 2007 à la conférence d'Annapolis. Il rompt également la coalition entre Kadima et son parti, Israel Beytenou. En 2009, il critique l'opération Plomb Durci pour l'insuffisance des moyens employés pour vaincre le Hamas.

#### Gouvernements Netanyahou

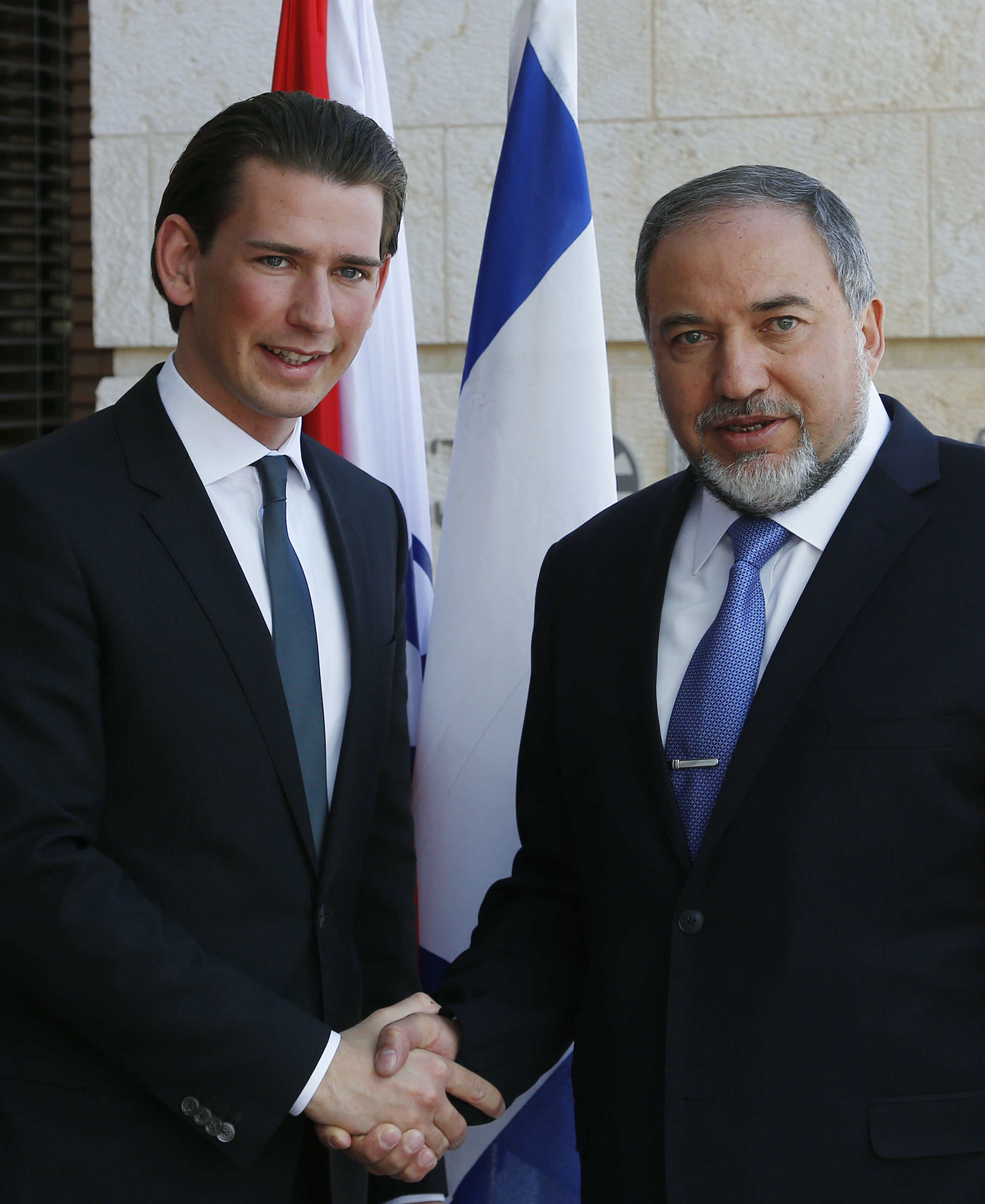
Avigdor Liberman et Sebastian Kurz en 2014.

Après les élections législatives de février 2009, en obtenant 15 sièges, son parti devient le troisième parti de la Knesset, devançant le Parti travailliste (13 sièges). Il devient alors un interlocuteur indispensable des deux grandes formations, le Likoud et Kadima, en vue de former une coalition qui sera à même de mener le pays. Il apporte son soutien à Benyamin Netanyahou et est coopté avec son parti dans le gouvernement de coalition du centre et de la droite. Il devient ministre des Affaires étrangères, son activité provoquant des tensions avec les pays voisins, notamment l'Égypte.
Le 2 août 2009, la police israélienne recommande au procureur général de l'État, Menahem Mazouz, d'inculper Avigdor Liberman pour « blanchiment d'argent », « corruption », « fraude », « subornation de témoins » et « entrave à la justice » dans le cadre d'une enquête, ouverte une dizaine d'années auparavant, sur le financement de certaines de ses campagnes électorales,. Inculpé le 13 décembre 2012, il démissionne quelques jours plus tard du gouvernement. Il est finalement acquitté des charges de corruption pesant sur lui le 6 novembre 2013, et retrouve son poste de ministre des Affaires étrangères le 11 novembre 2013 à la suite d'un vote à la Knesset, 62 députés votant pour, 17 contre. En désaccord avec ce verdict, la procureure chargée du dossier, Avia Alef, démissionne du parquet. Elle affirme que Liberman avait des « taupes » au sein de l'enquête, ce qui lui a permis d'être acquitté.
Avigdor Liberman met fin à la coalition entre le Likoud et son parti le 7 juillet 2014. La même année, il propose un plan de paix jugé réaliste par la gauche et les États-Unis ; pour certains observateurs, il tente ainsi de s'attirer le soutien d'électeurs centristes. En 2015, selon plusieurs sources israéliennes et palestiniennes, il aurait rencontré secrètement Mohammed Dahlan, ancien homme fort du Fatah évincé en raison de sa rivalité avec le président Mahmoud Abbas.
Le 10 mars 2015, au cours d’un meeting électoral se tenant dans la ville d'Herzliya, Avigdor Lieberman déclare que les Arabes israéliens qui ne sont pas fidèles à Israël doivent être décapités : « Ceux qui sont de notre côté méritent beaucoup, mais ceux qui sont contre nous méritent de se faire décapiter à la hache ». Il estime en outre que tous ceux qui dénoncent la politique d'Israël menée contre les Palestiniens méritent d'être condamnés à mort. À la suite de ces déclarations, l'Autorité palestinienne demande à la Cour pénale internationale d'émettre un mandat d'arrêt contre lui. Le 13 janvier 2009, le Jerusalem Post reprend la déclaration suivante d'Avigdor Lieberman, faite à l'université Bar-IIan de Tel Aviv : « Nous devons continuer à combattre le Hamas exactement comme les États-Unis ont combattu le Japon lors de la Seconde Guerre mondiale. Ainsi, l'occupation du pays n'a pas été nécessaire ». Il a également déclaré que les Palestiniens détenus dans les prisons israéliennes devraient « être transportés en autocar et noyés dans la mer Morte ».

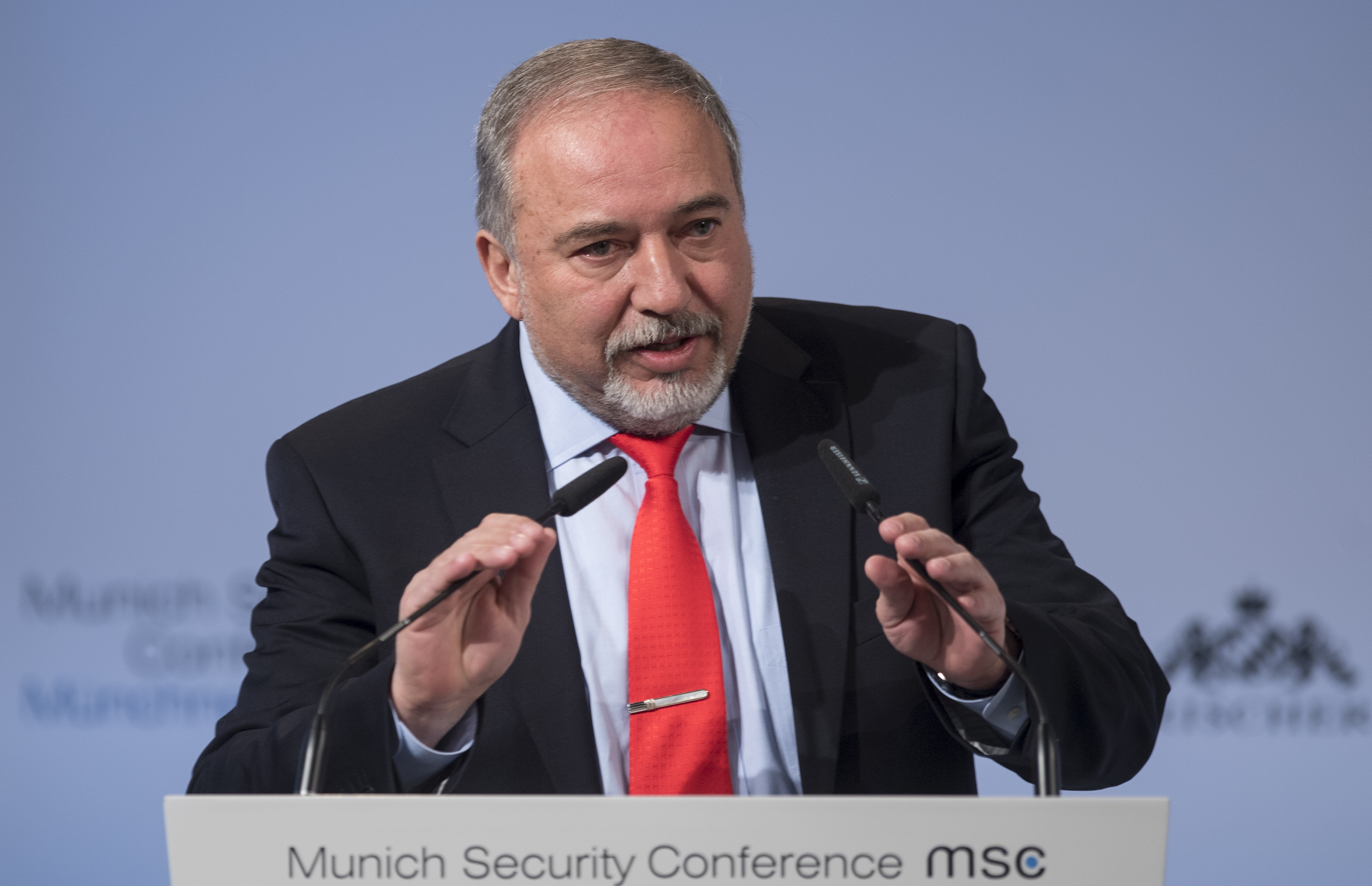
Avigdor Liberman en 2017.

Il est nommé ministre de la Défense le 30 mai 2016, à la suite de la démission de Moshe Ya'alon bien qu'il ait affirmé que Netanyahou était « un menteur, un tricheur et une crapule » et un « politicien sans couilles » peu auparavant,,. Il conditionne sa participation au gouvernement à l'instauration de la peine de mort pour les terroristes et à la réforme des retraites. Sa nomination suscite des critiques en raison de son inexpérience militaire et de ses propos controversés.  Michel Abitbol, historien d'Israël, déclare ainsi à son propos : « Dès qu'il a occupé un poste important, il a montré son incompétence. Il fut un piètre ministre des Affaires étrangères, totalement marginalisé aux États-Unis et en Europe. Ministre de la Défense, il n'a fait qu'avaler des couleuvres, en dépit de ses violentes sorties, car les milieux militaires et du renseignement israéliens ne lui accordaient aucune crédibilité ». C'est la première fois qu'un russophone occupe une fonction aussi élevée au sein d'un gouvernement israélien.
Il qualifie en décembre 2016 une conférence internationale sur le Proche-Orient organisée par la France de « version moderne du procès Dreyfus » et estime qu’« il est peut-être temps de dire aux Français juifs : la France n'est pas votre pays, ce n'est pas votre terre ; quittez-la et venez en Israël ». Ces propos sont dénoncés par le Conseil représentatif des institutions juives de France.
Le 8 avril 2018, il estime qu'« il n'y a pas d'innocents à Gaza » et que le soldat israélien ayant tué le caméraman Yasser Mourtaja (en), qui couvrait la Marche du retour, devrait recevoir une promotion pour son acte,. 

#### Dans l'opposition à Netanyahou
Le 14 novembre 2018, il démissionne de son poste de ministre après la conclusion d'un cessez-le-feu entre Israël et le Hamas. Il qualifie l'accord de « capitulation devant le terrorisme ». Israel Beytenou se retire alors de la coalition gouvernementale.
Lors des élections législatives anticipées d'avril 2019, Israel Beytenou recueille 4 % des voix et cinq sièges, soit un résultat en repli par rapport au précédent scrutin. Dans les semaines qui suivent, lors des négociations menées par Netanyahou pour former un gouvernement, Avigdor Liberman s'oppose aux élus de la droite religieuse en prônant le service militaire pour les étudiants ultra-orthodoxes,. Cette situation conduit à l'échec de la formation d'un gouvernement et à la tenue de nouvelles élections, une première dans l'histoire d'Israël.
Le 13 juin 2021, il devient ministre des Finances dans le gouvernement de Naftali Bennett.